# 佩魯什蒂察

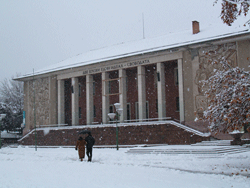

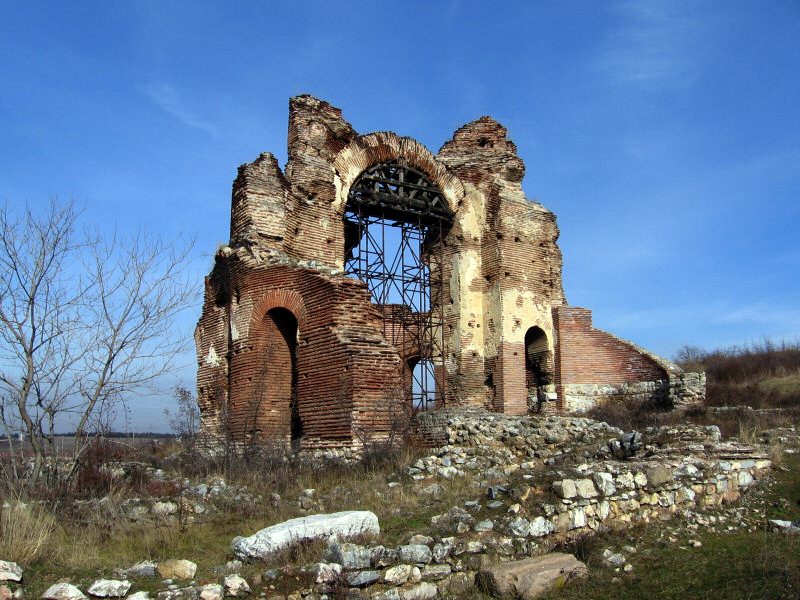

佩魯什蒂察是保加利亞的城鎮，位於該國南部，距離首府普羅夫迪夫22公里，由普羅夫迪夫州負責管轄，面積48.72平方公里，海拔高度276米，受大陸性氣候影響，2010年人口5,258。
42°03′N 24°33′E / 42.050°N 24.550°E